# Josi-fennsík
A Josi-fennsík vagy másképp a Bauchi-plató Nigéria középső részén található.
Az 1260 méter átlagmagasságú hegyvidéket hatalmas gránittömbök, kialudt vulkánok és vízesések tarkítják. Ilyen vízesések az Assob és a Kuru a fennsík meredek peremén Jos városától kb. 50 km-re délre. Felépítése a rétegdőlésnek megfelelően aszimmetrikus: északi lejtői lankásan simulnak a térszínbe, nyugati és déli letörései meredekek.
Az éves csapadék 800–1700 mm; növényzete ennek megfelelően száraz, illetve ligetes szavanna.
A régió gazdasági központja és legnagyobb agglomerációja ugyancsak ez a város, amely a fennsík északi részén fekszik.
A Kaduna, Gongola, Hadejia és Yobe nevű folyók itt erednek.
A megkapó tájnak köszönhetően a fennsík jelentős üdülőterület.
Ón- és ferroniobát-lelőhelyként is ismert.
Az ókori Nok-civilizáció első nyomait véletlenül fedezték fel itt 1931-ben.

## Fordítás
- Ez a szócikk részben vagy egészben  a   Bauchiplateau című német Wikipédia-szócikk fordításán alapul.  Az eredeti cikk szerkesztőit annak laptörténete sorolja fel. Ez a jelzés csupán a megfogalmazás eredetét és a szerzői jogokat jelzi, nem szolgál a cikkben szereplő információk forrásmegjelöléseként.